# Perlon (Label)
Perlon ist ein deutsches Musiklabel für elektronische Musik.

## Geschichte
Perlon wurde 1997 von Thomas Franzmann (Zip/Dimbiman) und Markus Nikolai, die als Mitglieder von Bigod 20 bereits seit Anfang der 1990er Jahre gemeinsam Musik produzierten hatten, gemeinsam mit dem Designer Chris Rehberger in Frankfurt gegründet. Das Label verlegte seinen Sitz später nach Berlin.
Der Fokus des Labels liegt auf Minimal Techno und House. Mit Markus Nikolais Dancefloor-Hit "Bushes" (2000) und der Labelcompilation "Superlongevity 2" (2001) erlangte Perlon internationale Aufmerksamkeit. In seinem Buch "Energy Flash" bezeichnete Simon Reynolds Perlon als eines der führenden Labels während des zweiten Jahrzehnts der elektronischen Tanzmusik.

## Künstler
Auf Perlon haben neben den Labelinhabern Franzmann und Nikolai unter anderem veröffentlicht:
- Akufen
- Margaret Dygas
- Baby Ford
- Stefan Goldmann
- A Guy Called Gerald
- Matt John
- Chris Korda
- Luciano
- Pantytec
- Shackleton
- Fumiya Tanaka
- Ricardo Villalobos
- Benjamin Wild